# Gran Premi de Primavera
La Klasika Primavera, Gran Premi de Primavera o Clàssica Primavera d'Amorebieta és una cursa ciclista d'un sol dia que es disputa pels voltants d'Amorebieta, a Biscaia, cada any el diumenge posterior a la disputa de la Volta al País Basc. Des de la creació dels Circuits continentals de ciclisme, el 2005, forma part de l'UCI Europa Tour amb una categoria 1.1.

## Palmarès
| Año  | Ganador                 | Segundo                 | Tercero               |
| ---- | ----------------------- | ----------------------- | --------------------- |
| 1946 | Dalmacio Langarica      | Miguel Lizarazu         | Francisco Exposito    |
| 1947 | Miquel Poblet           | José López Gandara      | Julián Berrendero     |
| 1955 | Hortensio Vidaurreta    | Jesús Loroño            | Carmelo Morales       |
| 1956 | Cosme Barrutia          | Jesús Morales           | Antón Barrutia        |
| 1957 | Emilio Cruz             | Carmelo Morales         | Francisco Moreno      |
| 1958 | Antoni Karmany          | Jacinto Urrestarazu     | Jesús Davoz           |
| 1959 | Roberto Morales         | Carmelo Morales         | Francisco Moreno      |
| 1960 | Carmelo Morales         | Felipe Alberdi          | Antoni Karmany        |
| 1961 | Julio San Emeterio      | Miguel Muruaga          | Roberto Morales       |
| 1962 | Francisco Gabica        | Eusebio Vélez           | Antón Barrutia        |
| 1963 | Eusebio Vélez           | José Antonio Momeñe     | Manuel Martín Piñera  |
| 1964 | Eusebio Vélez           | Rafael Carrasco         | José Pérez Francés    |
| 1965 | José Pérez Francés      | Luis Otaño              | Ramon Sáez            |
| 1966 | Antonio Gómez del Moral | José Antonio Momeñe     | José Pérez Francés    |
| 1967 | Antonio Gómez del Moral | José Manuel López       | Jorge Marine          |
| 1968 | Eusebio Vélez           | Domingo Perurena        | Salvador Canet        |
| 1969 | José Manuel Lasa        | Antonio Gómez del Moral | José Manuel López     |
| 1970 | Carlos Echeverría       | Joaquín Galera          | Jesús Aranzábal       |
| 1971 | Domingo Perurena        | José Manuel López       | Agustín Tamames       |
| 1972 | José Gómez Lucas        | José Luis Abilleira     | Agustín Tamames       |
| 1973 | Miguel María Lasa       | José Luis Abilleira     | Ventura Díaz          |
| 1974 | Andrés Oliva            | Domingo Perurena        | José Luis Abilleira   |
| 1975 | Antonio Martos          | José Martins            | José Antonio González |
| 1976 | Enrique Cima            | Javier Elorriaga        | Eulalio García        |
| 1977 | Vicente López Carril    | Enrique Cima            | Klaus-Peter Thaler    |
| 1978 | Domingo Perurena        | Jesús Suárez Cueva      | Eulalio García        |
| 1979 | Miguel María Lasa       | Dominique Sanders       | Jesús Suárez Cueva    |
| 1980 | Juan Fernández          | Miguel María Lasa       | Pere Vilardebó        |
| 1981 | José Luis López         | Eulalio García          | Vicente Belda         |
| 1982 | Jesús Suárez Cuevas     | Eulalio García          | Juan Fernández        |
| 1983 | Juan Fernández          | Juan Carlos Alonso      | Marino Lejarreta      |
| 1984 | José Luis Navarro       | Jesús Rodríguez Magro   | Felipe Yáñez          |
| 1985 | Federico Echave         | Josep Recio             | Iñaki Gastón          |
| 1986 | Federico Echave         | Marino Lejarreta        | Peter Hilse           |
| 1987 | Julián Gorospe          | Federico Echave         | Marino Lejarreta      |
| 1988 | Jørgen Vagn Pedersen    | Peter Hilse             | Vicente Ridaura       |
| 1989 | Marino Lejarreta        | Álvaro Pino             | Federico Echave       |
| 1990 | Iñaki Gastón            | Jesús Montoya           | Marino Lejarreta      |
| 1991 | Jesús Montoya           | Julián Gorospe          | Jon Unzaga            |
| 1992 | Federico Echave         | Mikel Zarrabeitia       | Iñaki Gastón          |
| 1993 | Jon Unzaga              | Pedro Delgado           | Fernando Escartín     |
| 1994 | Melchor Mauri           | Jesús Montoya           | Raúl Alcalá           |
| 1995 | Laurent Jalabert        | Mauro Gianetti          | Fernando Escartín     |
| 1996 | Mauro Gianetti          | Pascal Richard          | Piotr Ugriúmov        |
| 1997 | Mikel Zarrabeitia       | Laurent Jalabert        | Stéphane Heulot       |
| 1998 | Roberto Heras           | Udo Bölts               | Daniel Clavero        |
| 1999 | Roberto Heras           | Davide Rebellin         | David Etxebarria      |
| 2000 | Unai Etxebarria         | Udo Bölts               | Roberto Heras         |
| 2001 | Igor Astarloa           | Eddy Mazzoleni          | Gianni Faresin        |
| 2002 | Ángel Vicioso           | Unai Etxebarria         | David Etxebarria      |
| 2003 | Alejandro Valverde      | Samuel Sánchez          | Nicki Sørensen        |
| 2004 | Alejandro Valverde      | Eddy Mazzoleni          | Jens Voigt            |
| 2005 | David Etxebarria        | Damiano Cunego          | Aitor Osa             |
| 2006 | Carlos Sastre           | Damiano Cunego          | Joaquim Rodríguez     |
| 2007 | Joaquim Rodríguez       | Alejandro Valverde      | Matteo Bono           |
| 2008 | Damiano Cunego          | Alejandro Valverde      | Kjell Carlström       |
| 2009 | Alejandro Valverde      | Egoi Martínez           | José Herrada          |
| 2010 | Samuel Sánchez          | Igor Antón              | Fränk Schleck         |
| 2011 | Jonathan Hivert         | David López García      | Nick Nuyens           |
| 2012 | Giovanni Visconti       | Alejandro Valverde      | Igor Antón            |
| 2013 | Rui Costa               | Pablo Urtasun           | Alberto Contador      |
| 2014 | Peio Bilbao             | Gorka Izagirre          | David Belda           |
| 2015 | José Herrada            | Evgeny Shalunov         | Carlos Barbero        |
| 2016 | Giovanni Visconti       | Gorka Izagirre          | Sergio Pardilla       |
| 2017 | Gorka Izagirre          | Wilmar Paredes          | Rui Vinhas            |
| 2018 | Andrey Amador           | Alejandro Valverde      | Wilmar Paredes        |
| 2010 | Carlos Betancur         | Carlos Quintero         | Eduard Prades         |